# Isabelle Pannetier
Isabelle Pannetier ist eine französische Kostümbildnerin.

## Leben
Isabelle Pannetier ist seit 1997 beim französischen Film tätig. Die ersten Jahre arbeitete sie fast ausschließlich unter der Leitung der Kostümbildnerin Virginie Montel, mit der sie auch später immer wieder gemeinsam für die Kostüme eines Films sorgte. Seit 2007 ist Pannetier zumeist als alleinverantwortliche Kostümbildnerin aktiv. Als solche kam sie etwa bei der Erfolgskomödie Ziemlich beste Freunde (2011) zum Einsatz. Die beiden Regisseure und Drehbuchautoren des Films, Olivier Nakache und Éric Toledano, kommen seither immer wieder auf Pannetier für das Kostümbild ihrer Filme zurück, so auch bei Heute bin ich Samba (2014), Das Leben ist ein Fest (2017) und Alles außer gewöhnlich (2019).
Auch mit dem Filmemacher Quentin Dupieux arbeitete Pannetier bereits mehrfach zusammen, etwa bei den Filmkomödien Die Wache (2018) und Monsieur Killerstyle (2019). Für das preisgekrönte Anti-AIDS-Drama 120 BPM von Robin Campillo erhielt Pannetier 2018 eine Nominierung für den César in der Kategorie Beste Kostüme. Noch im selben Jahr wurde sie zusammen mit Virginie Montel in die Academy of Motion Picture Arts and Sciences berufen, die jährlich die Oscars vergibt. 2025 erhielt sie für ihre Arbeit an dem Liebesfilm Beating Hearts von Gilles Lellouche eine weitere César-Nominierung.

## Filmografie (Auswahl)
- 2003: Wer tötete Bambi? (Qui a tué Bambi?)
- 2005: Lemming
- 2007: Ma place au soleil
- 2007: Zimmer 401 – Rückkehr aus der Vergangenheit (La Disparue de Deauville)
- 2008: Notre univers impitoyable
- 2009: Von Liebe und Bedauern (Les Regrets)
- 2010: Quartett D’Amour – Liebe, wen du willst (Happy Few)
- 2011: Une pure affaire
- 2011: Ziemlich beste Freunde (Intouchables)
- 2011: Possessions
- 2012: The Lookout – Tödlicher Hinterhalt (Le Guetteur)
- 2013: It Boy – Liebe auf Französisch (20 ans d’écart)
- 2013: Eastern Boys – Endstation Paris (Eastern Boys)
- 2014: On a failli être amies
- 2014: Heute bin ich Samba (Samba)
- 2014: Ein Augenblick Liebe (Une rencontre)
- 2015: La Vie très privée de Monsieur Sim
- 2015: Rosalie Blum
- 2016: Fannys Reise (Le Voyage de Fanny)
- 2016: Die Welt sehen (Voir du pays)
- 2016: Die Lebenden reparieren (Réparer les vivants)
- 2016: Iris – Rendezvous mit dem Tod (Iris)
- 2017: Eine bretonische Liebe (Ôtez-moi d’un doute)
- 2017: 120 BPM (120 battements par minute)
- 2017: Das Leben ist ein Fest (Le Sens de la fête)
- 2018: Die Erscheinung (L’Apparition)
- 2018: Les Chatouilles
- 2018: Die Wache (Au poste!)
- 2018: C’est ça l’amour
- 2018: Une intime conviction
- 2019: Mais vous êtes fous
- 2019: Monsieur Killerstyle (Le Daim)
- 2019: Alles außer gewöhnlich (Hors normes)
- 2019: Die Verschwundene (Seules les bêtes)
- 2020: Honigzigarre (Cigare au miel)
- 2020: Mandibules
- 2021: Madame Claude
- 2021: Wie im echten Leben (Ouistreham)
- 2021: Im Herzen jung (Les Jeunes amants)
- 2021: Das Ereignis (L’Événement)
- 2021: Another World (Un autre monde)
- 2022: Unglaublich, aber wahr (Incroyable mais vrai)
- 2022: Goutte d’or
- 2022: Un petit frère
- 2023: All eure Gesichter (Je verrai toujours vos visages)
- 2023: Anatomie eines Falls (Anatomie d’une chute)
- 2023: L’île rouge
- 2023: Daaaaaali! (Daaaaaalí!)
- 2024: Tandem – In welcher Sprache träumst Du? (Langue Étrangère)
- 2024: Beating Hearts (L’amour ouf)

## Auszeichnungen
- 2018: Nominierung für den César in der Kategorie Beste Kostüme für 120 BPM
- 2023: Nominierung für den CinEuphoria Award in der Kategorie Beste Kostüme für Das Ereignis
- 2025: Nominierung für den César in der Kategorie Beste Kostüme für L’amour ouf